# コサック歌曲

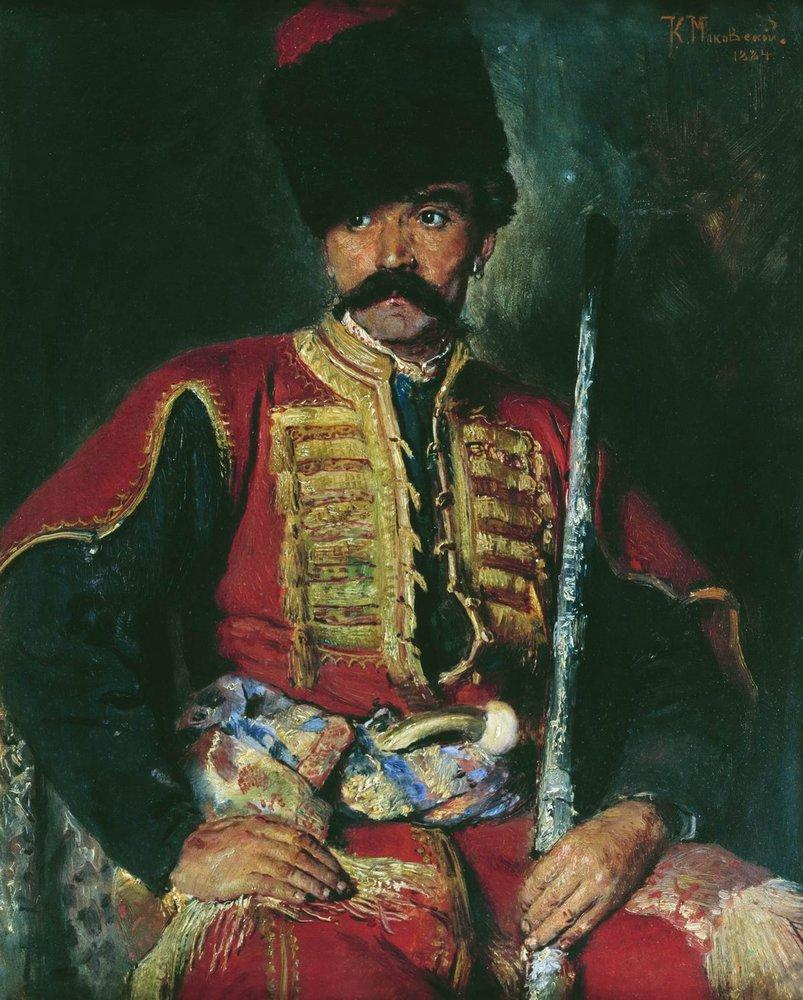
コンスタンティン・マコフスキー作『ザポロージャ・コサック』（1884年）

コサック歌曲（コサックかきょく）は、コサックによって創作された民謡である。
ドニプロペトロウシク州のコサック歌曲（Козацькі пісні Дніпропетровщини）は、ザポロージャ・コサックがドニプロペトロウシク州で歌い継いできた歌曲であり、無形文化遺産として緊急保護が必要なものに指定されている。 コサック歌曲は伝統的に男性によって歌われてきた。 現在では女性によって歌われることも多いが、男女混成のグループで歌われることはまれである。ユネスコのリストには、クリニツィア、ボフスラヴォチカ、ペルショツヴィトなどの合唱団が記載されている。

## 無形文化遺産のリスト
2014年、ドニプロペトロウシク州において、コサック歌曲をユネスコ無形文化遺産リストに登録するためのイニシアチブグループが発足した。2016年11月28日、無形文化遺産保護委員会は、ドニプロペトロウシク州のコサック歌曲を緊急保護が必要な無形文化遺産リストに登録した。委員会によると、この地域のコサック共同体が歌うこれらの歌曲は、戦争の悲劇や兵士の個人的な経験をテーマにしており、過去との精神的なつながりを維持しつつ、娯楽性も備えている。

## 研究
コサック歌曲の最初の記録集成は、1997年にバンドゥーラ奏者のヴィクトル・キリレンコによって出版された。2000年代初頭には、ドニプロ国立大学のスタッフによるドニプロペトロウシク州への調査隊が派遣され、さらに多くの民謡が記録された。